# Hans Solereder

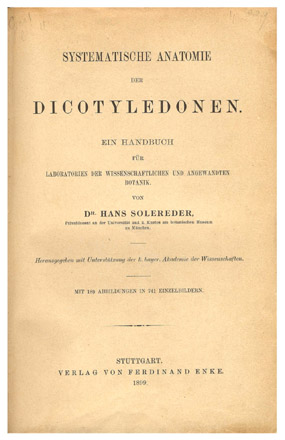
Portada de una obra de Solereder

Hans Solereder (11 de septiembre de 1860, Múnich - 8 de noviembre de 1920, Erlangen), fue un botánico alemán.
Estudió biología desde 1880 en la Universidad de Múnich, con Luis Radlkofer y obtuvo su doctorado in 1885. Desde 1886 a 1890 fue asistente y, desde 1888, tutor en el laboratorio del departamento de Botánica de esa universidad. En 1890 fue nombrado curador del Museo de Botánica de Múnich. En 1899 ascendió a Profesor Asociado y en 1901 Profesor de Botánica en la Universidad de Erlangen, siendo también Director de los jardines botánicos.
Hizo exploraciones botánicas a Texas, California y al Parque nacional Yellowstone. Editó dicotiledóneas de acuerdo al sistema creado por Radlkofer.

## Libros
- 1908. Systematische Anatomie der Dicotyledonen: Ein Handbuch für Laboratorien der wissenschaftlichen und angewandten Botanik - Stuttgart : Enke
- 1885. Über den systematischen Wert der Holzstructur bei den Dicotyledonen. (Disertación)

## Honores

### Eponimia
- (Loganiaceae) Strychnos solerederi Gilg[1]

- (Orchidaceae) Trichoglottis solerederi Kraenzl.[2]
- La abreviatura «Soler.» se emplea para indicar a Hans Solereder como autoridad en la descripción y clasificación científica de los vegetales.[3]